# Morerella cyanophthalma
Genre
Espèce
Statut de conservation UICN

 VU B1ab(iii) : Vulnérable
Morerella cyanophthalma, unique représentant du genre Morerella, est une espèce d'amphibiens de la famille des Hyperoliidae.

## Répartition
Cette espèce est endémique de Côte d'Ivoire. Elle se rencontre dans le parc national du Banco et dans le parc national d'Azagny dans la région des Lagunes. 

## Publication originale
- Rödel, Kosuch, Grafe, Boistel, Assemian, Kouamé, Tohé, Gourène, Perret, Henle, Tafforeau, Pollet & Veith, 2009 : A new tree-frog genus and species from Ivory Coast, West Africa (Amphibia: Anura: Hyperoliidae). Zootaxa, no 2044, p. 23-45.